# 30e Infanteriedivisie (Verenigde Staten)
De Amerikaanse 30e Infanteriedivisie, beter bekend als The Old Hickory, ook wel "Roosevelt's SS" of "The Work Horse Of The Western Front" genoemd, was een infanteriedivisie van het Amerikaanse leger, die van 1917 tot 1974 heeft bestaan, en zowel in de Eerste als Tweede Wereldoorlog slag leverde. De divisie was onderdeel van de Army National Guard, de militaire reserve van de Verenigde Staten. In Nederland was de Old Hickory divisie in 1944 onder andere verantwoordelijk voor de Bevrijding van Maastricht en grote delen van Zuid-Limburg. In België speelde de divisie een sleutelrol bij het Ardennenoffensief.

## Eenheden
De divisie was bijna 16000 man sterk en bestond uit vier, later drie infanterieregimenten:
- 117e Infanterieregiment
- 118e Infanterieregiment (in augustus 1942 gedetacheerd)
- 119e Infanterieregiment
- 120e Infanterieregiment

Verder waren aan de divisie verbonden:
- 113e Artillerieregiment (WO I en II)
- 114e Artillerieregiment (WO I)
- 115e Artillerieregiment (WO I)
- 119e Artillerieregiment (WO II)
- 197e Artillerieregiment (WO II)
- 230e Artillerieregiment (WO II)
- 105e Genieregiment (WO I en II)
- 30e Cavalerieverkenningseenheid (WO II)
- 531e Luchtafweerbataljon / Automatic Weapons Battalion (AAA/AW)
- 30e Infanteriedivisieband[2]

## Geschiedenis

### Oprichting
De divisie werd oorspronkelijk opgericht in augustus 1917 als de 9e divisie met voornamelijk recruten uit North Carolina, South Carolina, Tennessee en Virginia. In oktober van dat jaar werd het hernoemd tot de 30e divisie, waarbij de recruteringsstaat Virginia werd vervangen door Georgia. De bijnaam Old Hickory ("oude notenboom") erfde de divisie van Andrew Jackson, de 7e president van de Verenigde Staten, die eveneens uit het Zuiden afkomstig was.

### Eerste Wereldoorlog
Tijdens de Eerste Wereldoorlog streed de divisie onder andere in de Tweede Slag aan de Somme (zomer 1918) en het Honderddagenoffensief (najaar 1918). Een belangrijke doorbraak werd bereikt bij de Aanval op de Hindenburglinie (29 september - 10 oktober 1918). Deze doorbreking van de Siegfriedstellung leidde mede tot de wapenstilstand op 11 november.
In totaal sneuvelden 1237 manschappen van de divisie en raakten 7178 militairen gewond. Na de oorlog werd de divisie ontbonden, maar in 1925 gehergroepeerd als een divisie van de National Guard reservestrijdkrachten.

### Tweede Wereldoorlog

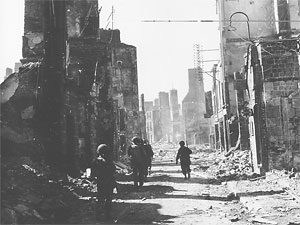
Soldaten van de 30e Infanteriedivisie tijdens Operatie Lüttich in Mortain, Normandië (aug. 1944)

Tijdens de Tweede Wereldoorlog was de divisie onderdeel van het 19e Legerkorps van het 1e Amerikaanse Leger. Vanaf september 1940 werden voorbereidingen getroffen op een eventuele oorlogsdeelname in de trainingskampen Fort Jackson (South Carolina), Camp Blanding (Florida) en Camp Atterbury (Indiana). In 1944 werd duidelijk dat de divisie zou ingezet worden aan het Westfront, waar het de bijnaam Work Horse Of The Western Front ("werkpaard van het westfront") zou krijgen. Op 12 februari vertrok het konvooi met de 30e Infanteriedivisie vanuit Boston. Van februari tot juni 1944 trainde de divisie in diverse legerkampen in Zuid-Engeland ter voorbereiding op de invasie van het door de nazi's bezette Europese vasteland. Van 10 tot 15 juni 1944 nam het deel aan de landing in Normandië op Omaha Beach. Zware strijd leverde de divisie bij de Operatie Cobra (25-31 juli), de Operatie Lüttich (7-13 augustus) en de Zak van Falaise (12-21 augustus).
Na de Bevrijding van Parijs op 25 augustus trok het 19e Legerkorps, waarvan de 30e Infanteriedivisie deel uitmaakte, op 2 september nabij Doornik België binnen en bereikte, via Waterloo, Tienen en Sint-Truiden, op 10 september de Maas bij Luik en Visé, een van de snelste opmarsen van een infanteriedivisie ooit. Tongeren werd eveneens op 10 september bevrijd, waarna het Fort Eben-Emael bij Maastricht zonder slag of stoot veroverd kon worden. Twee dagen later werden de eerste Nederlandse grensdorpen in Zuid-Limburg bevrijd en een dag later volgde de oostelijke Maasoever bij Maastricht. Nog een dag later trokken eenheden van het 117e en 120e regiment Maastricht binnen, dat daarmee als eerste Nederlandse stad bevrijd werd.
Vervolgens trok The Old Hickory, samen met de 1e Infanteriedivisie ("The Big Red One"), op naar de Duitse grens bij Aken, dat op 21 oktober werd veroverd. Ten zuidoosten van die stad raakte de divisie betrokken bij de reeds aan de gang zijnde Slag om het Hürtgenwald, die pas op 8 februari 1945 met zware verliezen voor de geallieerden gewonnen zou worden. In december 1944 barstte het Duitse Ardennenoffensief los, waarna de divisie terug moest naar de Ardennen om daar van 17 december 1944 tot 28 januari 1945 onafgebroken te vechten. Hier was de divisie medeverantwoordelijk voor het terugslaan van het laatste grote Duitse offensief, waarbij zware verliezen werden geleden bij Malmedy en Sankt Vith. Na hevige strijd aan de Roer lukte het de divisie de Siegfriedlinie te doorbreken en de Rijn te bereiken. De laatste grote wapenfeiten waren de verovering van Braunschweig en Maagdenburg (18 april 1945).
In totaal was de 30e divisie 282 dagen in actie aan het Westfront. De verliezen waren zwaar: 3003 KIA's (Killed In Action - gedood tijdens de strijd) en 13.376 WIA's (Wounded In Action - gewond tijdens de strijd), waarvan 506 later overleden. Er werden 53.000 Duitse krijgsgevangenen gemaakt. Er werden 6 Medals of Honor uitgereikt, 5 Major Battle Stars en circa 20.000 Purple Hearts.

### Commando
- Generaal-majoor Leland Hobbs (juli 1942 - september 1945)

## Na de oorlog
Na de oorlog werd de 30e Infanteriedivisie inactief. In 1947 echter werd hij omgevormd tot National Guard voor de staten North Carolina, Alabama en Tennessee. De divisie bestond toen uit de 119th, 120th en 121st Infantry Regiments. In 1954 bleef alleen de National Guard van North Carolina hiervan over. Op 4 januari 1974 werd de divisie opnieuw inactief. De eenheid werd omgevormd tot 30th Infantry Brigade (Mechanized).

## Eerbewijzen
Soldaten en officieren van de Old Hickorydivisie waren talloze malen aanwezig bij oorlogsherdenkingen in Frankrijk, België en Nederland. In veel plaatsen zijn herinneringsmonumenten opgericht die de divisie, of onderdelen daarvan, eren. Veel plaatsen in Zuid-Limburg hebben een Old Hickorystraat of -plein als hulde aan de bevrijders. In Maastricht bevindt zich een plaquette op het Vrijthof en een monument van Appie Drielsma bij het Limburgs Gouvernement, op de plek waar de eerste militairen van de Old Hickorydivisie op 14 september 1944 de Maas overstaken.

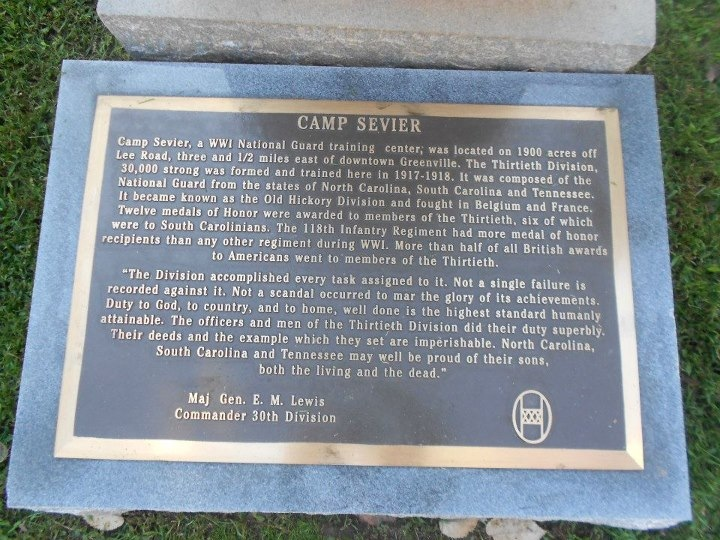
Gedenkplaat Camp Sevier, South Carolina (VS)
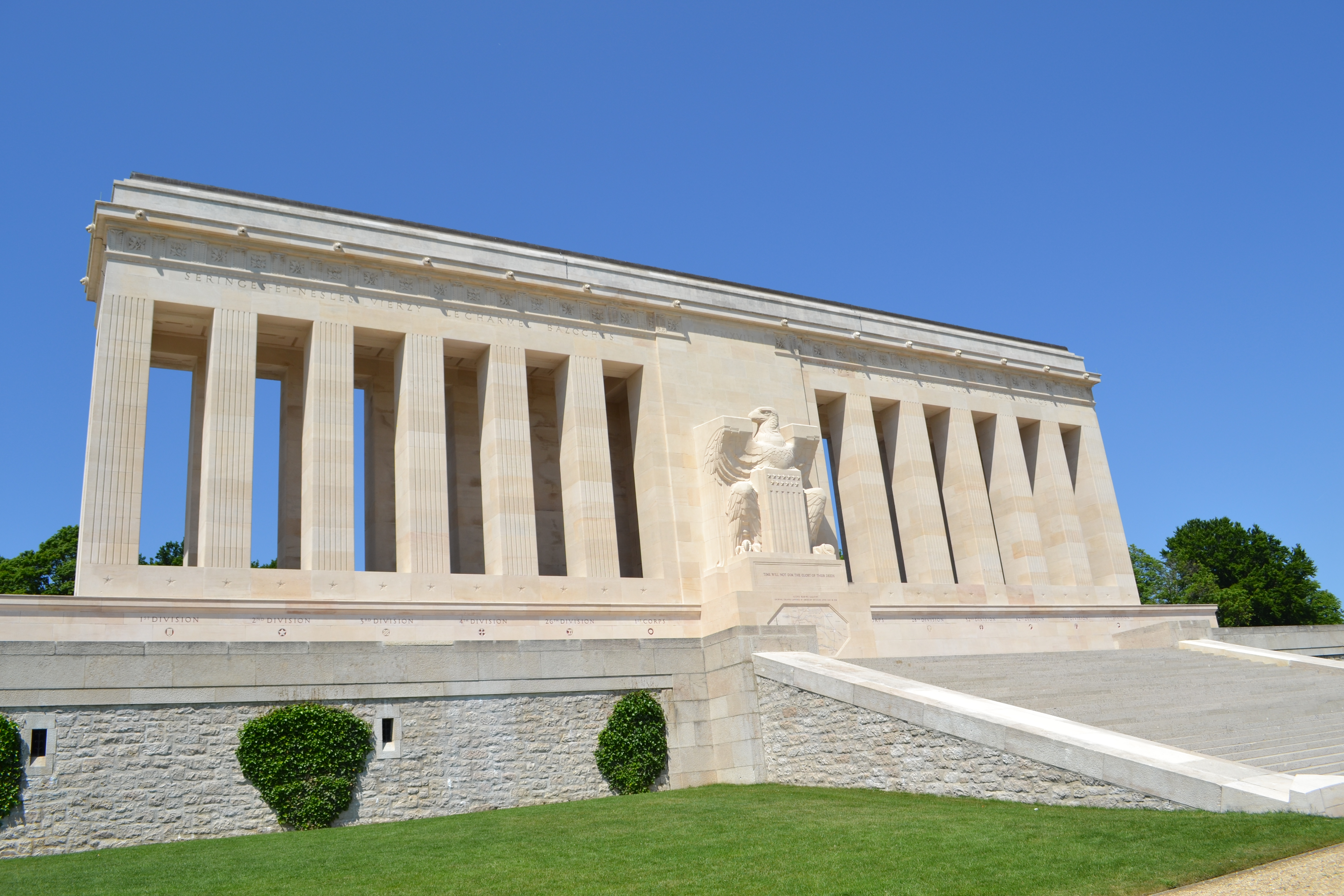
Amerikaans WWI monument, Château-Thierry (F)
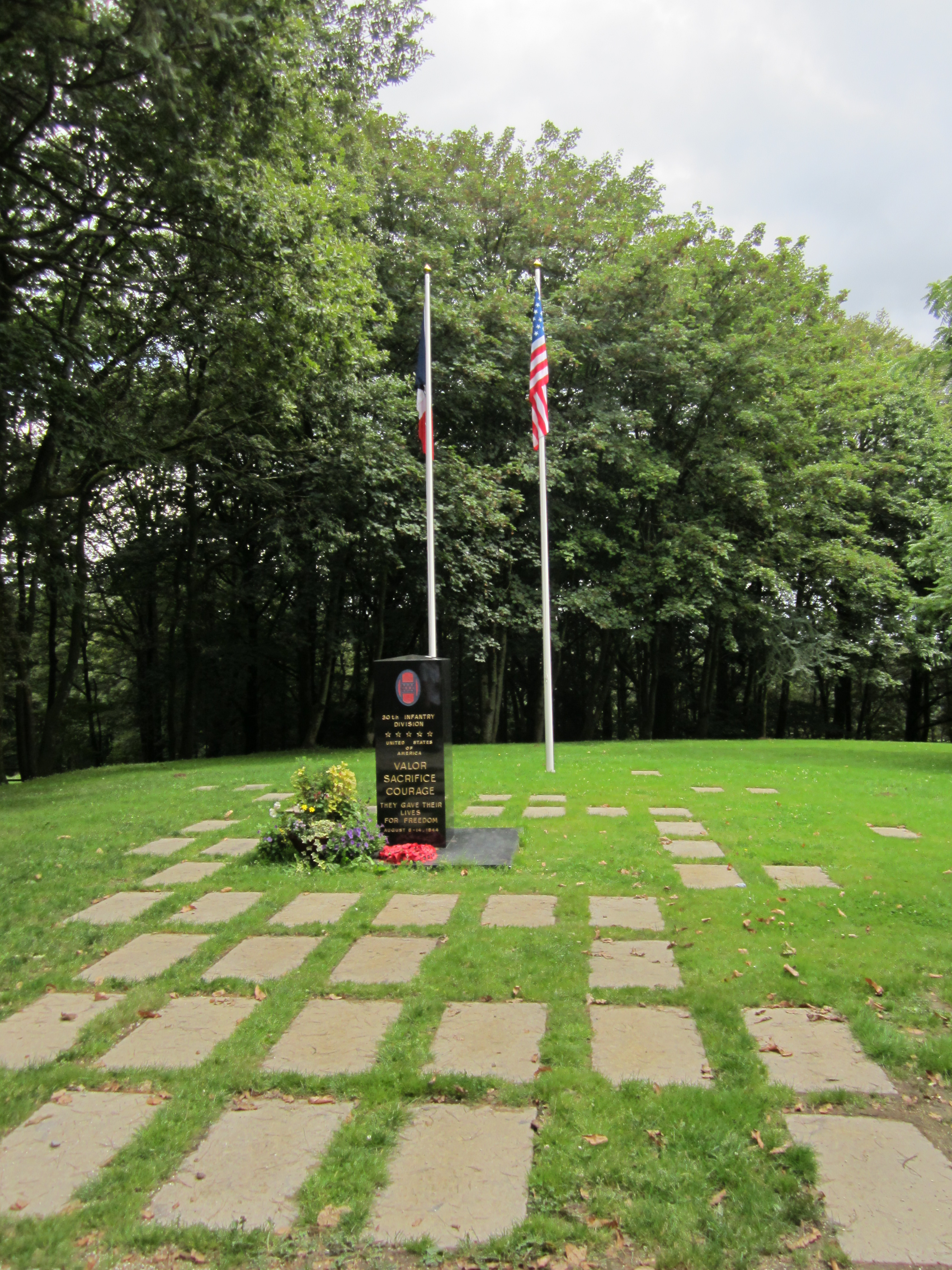
Oorlogsmonument WWII, Mortain (F)
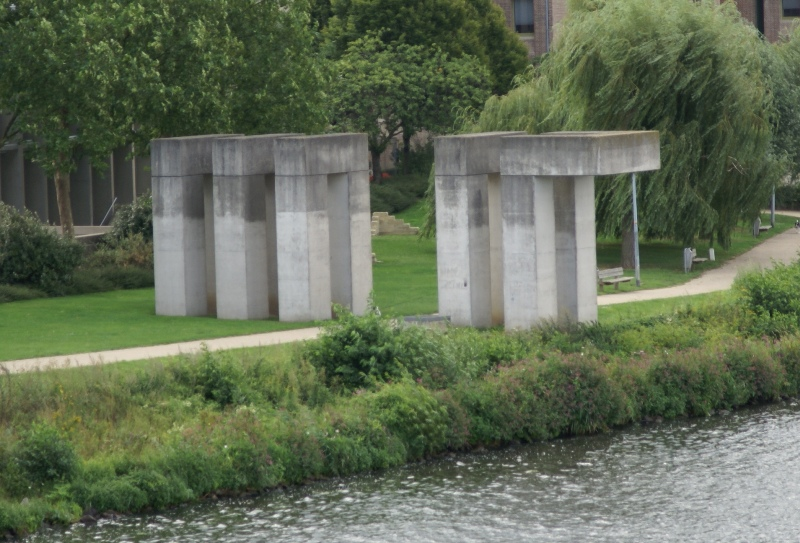
Old Hickory Monument, Maastricht